# Počarová
Počarová (ungarisch Pocsaró – bis 1892 Pocsarova) ist eine Gemeinde in der Nordwestslowakei mit 158 Einwohnern (Stand 31. Dezember 2024) und gehört zum Okres Považská Bystrica, einem Kreis des Trenčiansky kraj.

## Geographie
Die Gemeinde befindet sich im südlichen Teil des kleinen Talkessels Súľovská kotlina, umgeben von den Hügeln des Gebirges Súľovské vrchy, auf einem linksseitigen Zufluss des Baches Domanižanka im Einzugsgebiet der Waag. Das Ortszentrum liegt auf einer Höhe von 368 m n.m. und ist 10 Kilometer von Považská Bystrica entfernt.
Nachbargemeinden sind Prečín (Hauptort) im Norden und Osten, Domaniža im Süden, Prečín (Ortsteil Zemianska Závada) im Südwesten und Westen sowie Považská Bystrica (Stadtteil Zemiansky Kvašov) im Nordwesten.

## Geschichte

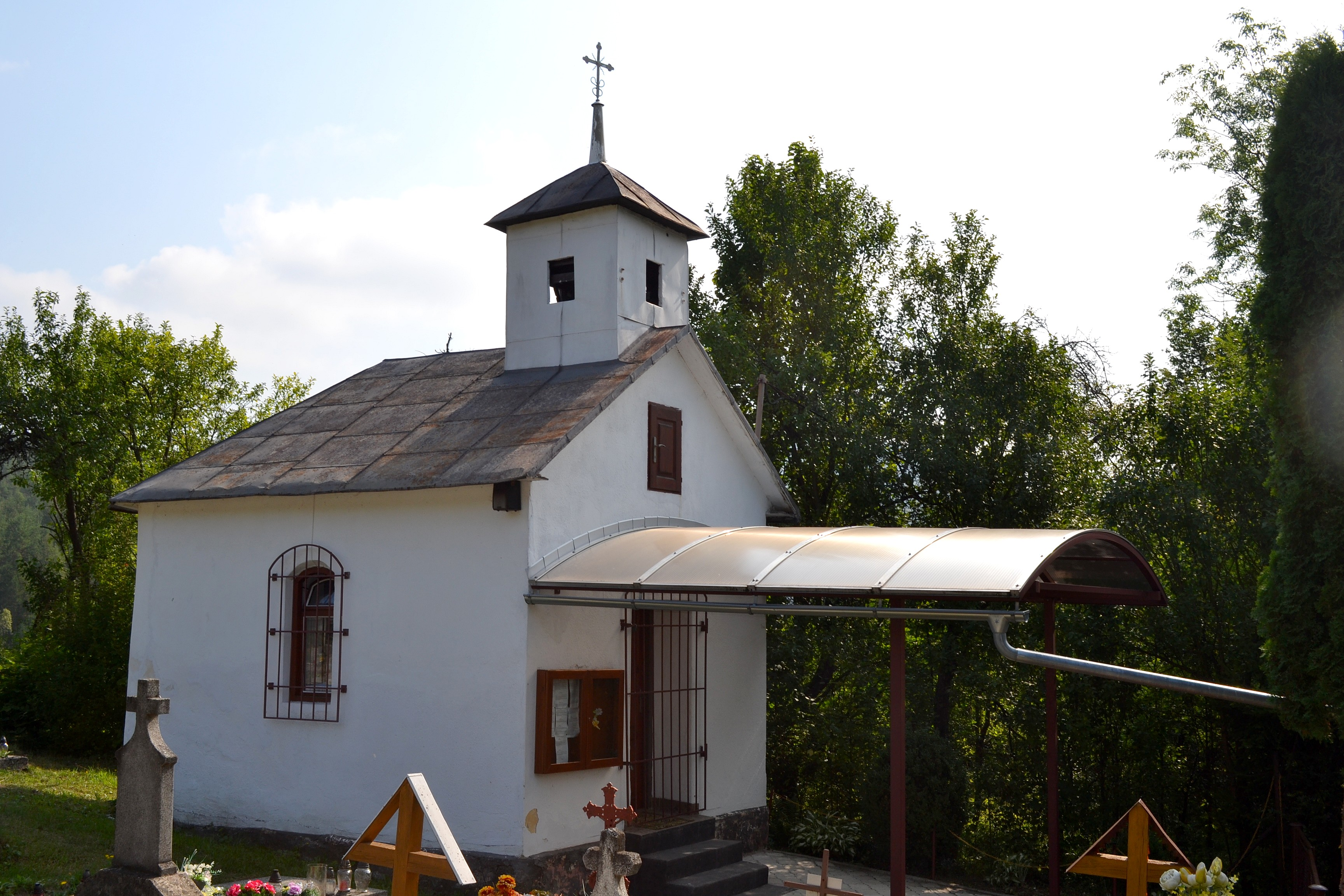
Kapelle am Dorffriedhof

Počarová wurde zum ersten Mal 1466 als Zpocernoie Lhotta schriftlich erwähnt und lag im Herrschaftsgebiet von Waagbistritz, Teile des Ortes waren Besitz der Familien Kartuz und Brigant. 1598 standen acht Häuser im Ort, 1720 gab es 11 Steuerzahler, davon 10 Einlieger, in Počarová. 1784 hatte die Ortschaft 25 Häuser, 25 Familien und 159 Einwohner, 1828 zählte man 25 Häuser und 165 Einwohner, die als Landwirte beschäftigt waren.
Bis 1918 gehörte der Ort im Komitat Trentschin zum Königreich Ungarn und kam danach zur Tschechoslowakei beziehungsweise heute Slowakei. Von 1976 bis 1992 war Počarová Teil der Gemeinde Prečín.

## Bevölkerung
| Jahr                | 1994 | 2004    | 2014    | 2024     |
| ------------------- | ---- | ------- | ------- | -------- |
| Anzahl der Personen | 137  | 145     | 140     | 158      |
| Unterschied         |      | +5,83 % | −3,44 % | +12,85 % |

| Jahr                | 2023 | 2024    |
| ------------------- | ---- | ------- |
| Anzahl der Personen | 148  | 158     |
| Unterschied         |      | +6,75 % |

Gemäß der Volkszählung 2011 wohnten in Počarová 141 Einwohner, davon 140 Slowaken. Ein Einwohner machte keine Angabe zur Ethnie.
132 Einwohner bekannten sich zur römisch-katholischen Kirche, vier Einwohner zur Evangelischen Kirche A. B. und ein Einwohner zur griechisch-katholischen Kirche. Vier Einwohner waren konfessionslos.